# Adelotypa bolena
Adelotypa bolena is een vlindersoort uit de familie van de prachtvlinders (Riodinidae), onderfamilie Riodininae.
Adelotypa bolena werd in 1867 beschreven door Butler.